# テンペスト (1958年の映画)
『テンペスト』（原題 イタリア語: La tempesta）は、1958年製作・公開、アルベルト・ラットゥアーダ監督によるユーゴスラビア・イタリア・フランス合作の長篇劇映画である。アレクサンドル・プーシキンの19世紀の小説『大尉の娘』を原作としている。

## 略歴・概要
プーシキンが帝政ロシアの時代、1836年に発表した小説『大尉の娘』を原作に、ウィリアム・シェイクスピアの『テンペスト』と同じく「嵐」の意味を持つイタリア語をタイトルとした映画である。当時ユーゴスラビア、現在はセルビアの首都ベオグラードのスタジオ撮影、平原でロケーション撮影を行った。
ラットゥアーダは本作で1959年、ダヴィド・ディ・ドナテッロ賞の監督賞、ラウレンティスは製作賞を受賞した。

## キャスト
| 役名                   | 俳優                       | 日本語吹替 |
| 役名                   | 俳優                       | 東京12ch版 |
| ---------------------- | -------------------------- | --- |
| ピョートル・グリニェフ | ジェフリー・ホーン         | 井上真樹夫 |
| プガチョフ             | ヴァン・ヘフリン           | 久松保夫 |
| マーシャ               | シルヴァーナ・マンガーノ   | 此島愛子 |
| シュワーブリン         | ヘルムート・ダンテイン     | 伊藤克 |
| エカチェリーナ2世      | ヴィヴェカ・リンドフォース | |
| サヴェリッチ           | オスカー・ホモルカ         | |
| ミロノフ大尉           | ロバート・キース           | |
| ヴァシリッサ           | アグネス・ムーアヘッド     | |
| グリニェフ公           | フィンレイ・カリー         | |
| 神父                   | ヴィットリオ・ガスマン     | |
| ズーリン少佐           | ローレンス・ナイスミス     | |
|                        | クラウディオ・ゴーラ       | |
| 不明 その他            |                            | 池田忠夫 寺島信子 八奈見乗児 川路夏子 高塔正康 宮内幸平 吉沢久嘉 上田敏也 加藤正之 西山連 石井敏郎 飯塚昭三 増岡弘 野本礼三 若本紀昭 鈴木れい子 大野健 村山明 |
|                        |                            | |
| 演出                   | 演出                       | 小林守夫 |
| 翻訳                   | 翻訳                       | 飯嶋永昭 |
| 効果                   | 効果                       | 蘆田公雄/熊耳勉 |
| 調整                   | 調整                       | 山下欽也 |
| 制作                   | 制作                       | 東北新社 |
| 解説                   | 解説                       | 倉益琢真 |
| 初回放送               | 初回放送                   | 1978年5月25日 『木曜洋画劇場』 |

## 関連作品
- 士官の娘 - 1915年版
- 大尉の娘 (1947年の映画) - 1947年版